# João Mendes Cardona
João Mendes Cardona OIC (Covilhã, 1876 -?) foi um clérigo, professor, jornalista e missionário português.

## Biografia
Padre, foi Professor de várias casas de estudos da Congregação do Espírito Santo em Portugal e Administrador da revista "Portugal em África" de 1905 a 1907.
Em 1915, e até 1919, foi encarregado dum Colégio de Estudos Missionários em Zamora, Espanha, para alunos Portugueses proibidos pela Lei contra as Congregações de estudar em Portugal.
Foi Missionário da Congregação do Espírito Santo de Angola, desde 1923, e, posteriormente, desempenhou o cargo de Superior das Missões da Congregação do Espírito Santo de Malanje e da Lunda (hoje Lunda-Norte e Lunda-Sul).
A 18 de Novembro de 1933 foi feito Oficial da Ordem do Império Colonial.